# Pavel Bure
Pavel Vladimirovič Bure (in russo Павел Владимирович Буре?; Mosca, 31 marzo 1971) è un ex hockeista su ghiaccio sovietico, dal 1991 russo.

## Carriera
Ha esordito in NHL nella stagione 1991-92 nella squadra dei Vancouver Canucks. Nella stagione 1992-93 e 1993-94 sempre con la squadra canadese riesce ad entrare nella prestigiosa "List of NHL players with 100 point seasons" (lista dei giocatori con 100 punti in una stagione). Ai XVIII Giochi olimpici invernali di Nagano è capitano della nazionale russa che conquista la medaglia d'argento grazie ai suoi gol (9 in solo 6 partite).
Al ritorno dal Giappone, finita la settima stagione con i Canucks, iniziano le trattative con la squadra dei Florida Panthers, che lo ingaggia per la stagione 1998-99. Continuerà la sua carriera in NHL con la squadra dei Panthers fino alla stagione 2001-02, con buoni risultati, ma più modesti rispetto alle stagioni giocate con Vancouver.

## Palmarès
- Giochi olimpici invernali
  -  Argento: Nagano 1998
  -  Bronzo: Salt Lake City 2002

## Asteroide
L'asteroide 12414 Bure è stato chiamato in questo modo in suo onore.